# パット・ライス
パトリック・ジェームズ・ライス MBE（Patrick James Rice MBE、1949年3月17日 - ）は、北アイルランド・ベルファスト出身の元同国代表サッカー選手。元サッカー指導者。現役時代はアーセナルFCとワトフォードFCでプレーし、ワトフォードで現役引退後は、主にアーセナルで携わる仕事をしていた。

## クラブ経歴

### アーセナル
パットが15歳のときから、アーセナルの下部組織の間で才能のある若手としてその名を知られていた。1967年、バーンリーFCとのカラバオ・カップでトップチームデビューを果たす。それからしばらくはトップチームでの出番は訪れなかったが、1970-71シーズン、当時右SBのレギュラーだったピーター・ストーリーが中盤へコンバートしたことによって、このシーズンからパットが右SBのスタメンとして起用されるようになり、チームはリーグとFAカップのタイトルを獲得した。その後、アーセナルは降格の危機に瀕するなど、クラブは低迷期に突入するが、パットは安定した活躍を見せ、1977年、アラン・ボール・ジュニアがクラブを去ってから、パットはアーセナルのキャップテンを務めた。1978-79シーズンには、クラブの名勝負として名高いFAカップ決勝マンチェスター・ユナイテッドFC戦で2点目をアシストするなどタイトル獲得に貢献した。また、パットは過去にアーセナルで5度のFAカップ決勝進出という記録を保持しているが、そのうち、優勝を果たした試合はこの試合のみである。1980年、公式戦528試合出場13得点という記録を残してワトフォードFCへと移籍した。

### ワトフォード
1980年、ワトフォードへと移籍したパットは加入初年度からチームのキャプテンを任される。1981-1982シーズンには1部昇格を果たし、1983-84シーズンにはクラブ史上初のFAカップ決勝進出の原動力となり、同シーズン現役引退。

## 代表経歴
北アイルランド代表では、FIFAワールドカップやEUROの本大会出場経験はないが、1970年から代表を引退する1979年までの9年間、キャプテンとして代表をまとめた。

## 指導者経歴
ワトフォードで現役引退後、再びアーセナルへと戻り、1984年から1996年まで下部組織で若手選手の指導に携わり、1988年と1994年にはユースカップ優勝を果たし、教え子にはポール・マーソン、レイ・パーラーなどがいた。1996年、当時アーセナルで監督を務めていたスチュワート・ヒューストンが解任され、次の監督までの中継ぎとして2週間ほど暫定監督の座に就いた。その後、監督に就任したアーセン・ヴェンゲルから直にアシスタントコーチに命じられ、2012年までヴェンゲルを支えた。パットとアーセナルの選手そして指導者といった関係は通算44年にも及んだ。また、クラブと別れを告げた理由として、癌と闘病するためと明かしている。

## 人物
- 2012年5月13日、勇退を発表したパットは敵地で3-2と勝利をおさめたWBA戦後、選手によって抱えられ、ピッチを後にした。
- 2013年2月13日、現役と指導者含めて44年間に及ぶアーセナルとフットボール界に貢献したことが認められ、大英帝国勲章を受賞した。

## タイトル

### クラブ
アーセナル
- FAユースカップ : 1回 (1966年)
- フットボールリーグ・ファーストディヴィジョン : 1回 (1970-71)
- FAカップ : 2回 (1971年, 1979年)

### 個人
アーセナル
- クラブ年間最優秀選手賞 : 1回 (1972年)